# لسان الثور الباسق
لسان الثور الطويل (باللاتينية: Anchusa procera) نوع نباتي يتبع جنس لسان الثور من الفصيلة الحِمحِمية.

## البيئة والانتشار
موطنه روسيا والقسم الأوروبي من تركيا وأوكرانيا والبلقان.

## مرادفات للاسم العلمي
- (باللاتينية: Anchusa ochroleuca subsp. procera (Link) Nyman)
- (باللاتينية: Anchusa officinalis subsp. procera (Link) Lambinon)
- (باللاتينية: Anchusa pustulata Schur)
- (باللاتينية:                             							 								                             	Anchusa ochroleuca subsp. pustulata (Schur) Simonk.)